# Teatre Clavé (Mataró)
El Teatre Clavé va ser un teatre del municipi de Mataró (Maresme). L'edifici forma part de l'Inventari del Patrimoni Arquitectònic de Catalunya.

## Descripció
El Teatre Clavé tenia doble façana, al carrer de Montserrat i a la Rambla. Aquesta façana, la principal, té planta baixa i dos pisos i de les dues crugies que la configuren una és l'entrada del teatre i l'altra és ocupada per una entitat bancària. Fou construïda pels voltants de l'any 1880, dins d'un estil que podríem denominar eclèctic.
Molt més austera és la gran façana del carrer de Montserrat, obra de Josep Puig i Cadafalch, construïda l'any 1901, amb finestres coronelles. La planta interior del teatre era circular ultrapassada. L'any 1920 l'arquitecte Enric Sagnier hi feu reformes: es van construir les llotges, l'amfiteatre i el galliner o galeria de general, amb decoració inspirada en el Teatre Tívoli de Barcelona. Aquesta decoració era feta tota de guix molt recarregada seguint els cànons estètics d'un neobarroquisme al gust de la classe hegemònica mataronina de l'època.
Aquesta decoració dels anys 20, però, va ser llevada l'estiu del 1977 per retornar el teatre al seu aspecte primitiu. L'escenari és de dimensions considerables, cosa que permetia la participació d'un gran nombre d'actors.

## Història
Les primeres notícies que es tenen del teatre corresponen a l'arrendament que en feu el Banc Vitalici d'Espanya a la Societat Coral "La Nova Constància", que des de llavors passà a denominar-se Circol Clavé. L'any 1905 s'hi van celebrar uns Jocs Florals presidits pel mateix Puig i Cadafalch. Especialment entre els anys 20 i 50 va ser l'ànima de la vida cultural mataronina de l'espectacle. A partir d'aquest darrer moment esdevingué sala per a projeccions cinematogràfiques fins a principi de la dècada dels anys setanta, en què tancaren el teatre.
El teatre fou enderrocat l'any 1979, tot i la pressió veïnal per evitar-ho. Només en resta la façana.